# Lomnice nad Popelkou
Lomnice nad Popelkou (tyska: Lomnitz an der Popelka) är en stad i distriktet Semily nära Liberec i norra Tjeckien. Staden har 5 568 invånare (2016).

## Kända personer från Lomnice nad Popelkou
- Vladimír Martinec, ishockeyspelare